# 阿默朗
阿默朗是德国巴伐利亚州的一个市镇。总面积39.81平方公里，总人口3594人，其中男性1794人，女性1800人（2011年12月31日），人口密度90人/平方公里。